# Stefan Vukmirović
Stefan Vukmirović (in serbo Стефан Вукмировић?; Kragujevac, 19 luglio 1991) è un calciatore serbo, centrocampista dello Sloga Požega.

## Carriera
Ha giocato nella massima serie dei campionati serbo e bosniaco.